# V423 Возничего
V423 Возничего (лат. V423 Aurigae), HD 34986 — двойная звезда в созвездии Возничего на расстоянии (вычисленном из значения параллакса) приблизительно 4820 световых лет (около 1478 парсеков) от Солнца. Видимая звёздная величина звезды — от +8,79m до +8,63m.

## Характеристики
Первый компонент — бело-голубая пульсирующая переменная звезда (LPB:) спектрального класса B8. Масса — около 6,348 солнечных, радиус — около 11,363 солнечных, светимость — около 44,03 солнечных. Эффективная температура — около 9222 K.
Второй компонент — красный карлик спектрального класса M. Масса — около 278,69 юпитерианских (0,266 солнечной). Удалён на 2,769 а.е..